# Hassen Chabri
Hassen Chabri est un footballeur algérien né le 25 avril 1931 à Rouiba. Il est connu en France pour avoir joué une saison au Sporting Toulon Var et une autre à l'AS Monaco avant de fuguer pour rejoindre l'équipe du FLN avec laquelle il jouera 44 matchs en 4 ans. Il termine sa carrière de footballeur dans le club tunisien du Club sportif de Hammam Lif.

## Carrière

### Joueur
- 1953-1955 :  WA Rouiba
- 1955-1956 :  SC Toulon (35 matchs 2 but) [1]
- 1956-1957 :  AS Monaco (10 matchs, aucun but)[1]
- 1963-1966 :  CS Hammam Lif (63 match, 11 buts)